# 罗城街道 (太原市)
罗城街道，是中华人民共和国山西省太原市晋源区下辖的一个乡镇级行政单位。

## 行政区划
罗城街道下辖以下地区：
第一社区、第二社区、第三社区、第四社区、棘针村、罗城村、王家坟村、闫家坟村、开化村和寺底村。

## 全国重点文物保护单位
蒙山开化寺遗址：位于寺底村，建于北齐文宣帝天保末年，是北朝隋唐五代著名的佛教寺院。